# Radovan Procházka
Radovan Procházka (11. května 1927 Praha – 25. června 2020 Praha) byl český zpravodajský důstojník, protinacistický odbojář, politický vězeň komunistického režimu a spisovatel. Po sametové revoluci se jako příslušník československých a českých zpravodajských služeb výrazně podílel na jejich znovuvybudování. Dne 28. října 1997 obdržel Řád Bílého lva IV. třídy z rukou prezidenta ČR Václava Havla.

## Život
Narodil se do rodiny velitele Hradní stráže a bývalého ruského legionáře podplukovníka Vladimíra Procházky. Od dětství se zajímal o vážnou hudbu a chtěl se stát operním zpěvákem; po smrti otce však nastoupil pro úctu k němu na vojenskou akademii. Za druhé světové války se zapojil do odboje – po obsazení pohraničí nacisty v něm prováděl průzkum na kole, později pracoval pro zemské vojenské velitelství Alex a aktivně se účastnil pražského povstání.
Po roce 1945 pracoval jako operační důstojník u posádky v Hodoníně. Počátkem 50. let navázal spolupráci s vojenskou skupinou kapitána Bártla, která skrz Kordovu skupinu předávala informace na Západ; v roce 1951 byl odhalen, zatčen, brutálně vyslýchán v hradčanském Domečku a odsouzen k 15 letům odnětí svobody. Trest vykonával nejprve ve věznici v Opavě, kde se zapojil do pokusu o útěk, avšak dříve, než k němu došlo, byl převezen do věznice v Leopoldově. Později byl převeden do vězeňských táborů na Jáchymovsku a Příbramsku (Bytíz, Vojna), kde pracoval jako horník. Roku 1954 se přidal ke vzpouře vězňů v nudlové aféře, kdy těžce pracující vězni protestovali proti nedostatečné stravě nejprve pasivním odporem, poté i hladovkou. Jako spoluorganizátor vzpoury byl ve vykonstruovaném procesu odsouzen na dalších 12 let vězení.
12. března 1964 byl z vězení podmínečně propuštěn. Pracoval poté jako kulisák v Národním divadle, kde zůstal až do roku 1989.
Po sametové revoluci působil ve zpravodajských službách – nejprve z pozice ředitele organizační sekce znovuvybudoval československou civilní kontrarozvědku (Úřad pro ochranu ústavy a demokracie Federálního ministerstva vnitra), poté vedl civilní rozvědku (Zpravodajská služba Federálního ministerstva vnitra/Úřad pro zahraniční styky a informace Federálního ministerstva vnitra) a od ledna 1993 vedl českou vojenskou rozvědku, kde se zasadil o úzkou zpravodajskou spolupráci s NATO.
V červenci 2020 obdržel in memoriam „Cenu Bezpečnostní rady státu“. Z rukou premiéra ČR a předsedy Bezpečnostní rady státu Andreje Babiše ji převzal ředitel Vojenského zpravodajství Jan Beroun, jelikož ji Procházkova rodina převzít odmítla. Jako důvod uvedla právě osobu premiéra, resp. „postrádání morálního kreditu“. Rodina přímo konstatovala: „Bylo by jistě paradoxní, kdyby tatínek, který svůj život zasvětil boji proti totalitním režimům, měl obdržet bezpečnostní cenu z rukou člověka, na němž ulpívá nevyřešené podezření ze spolupráce s komunistickou tajnou státní policií.“

### Literární dílo
V roce 1975 vydalo českobudějovické nakladatelství Růže Procházkův román pro mládež Bouře nad Pořešínem. Přípravu vydání zřejmě umožnilo uvolněné období okolo roku 1968, protože nakladatelství avizovalo v roce 1970 knihu jako připravovanou pro rok 1971.
V roce 2017 vyšla Bouře nad Pořešínem společně s druhým, do té doby nevydaným dílem Louzek aneb Havrani táhnou k jihu. Vydavatelem bylo sdružení Hrady na Malši.
Děj Bouře nad Pořešínem se odehrává v jižních Čechách na počátku 14. století, v době bojů o český trůn po smrti posledního Přemyslovce. Hlavními hrdiny jsou patnáctiletí chlapci Petr (syn purkrabího na hradu Pořešín) a Vítek (syn hajného). Chlapci musí s několika ozbrojenci chránit hrad Pořešín, když většina posádky odešla do boje za záchranu hradního pána, Bavora III. ze Strakonic.

## Vyznamenání
- Legion of Merit Officer
- Medaile Za zásluhy I. stupeň (21.12.1992)[11]
- Řád Bílého lva IV. třídy (1997)
- Záslužný kříž ministra obrany České republiky I. stupně
- Kříž obrany státu ministra obrany České republiky